# Tepei bazilika
A tepei bazilika vagy Tepe-dombi bazilika (albán Bazilika e Tepes, Bazilika në Kodër të Tepes) a 4. század végén épült ókeresztény bazilika romja az albániai Elbasan városában. A háromhajós-apszisos bazilika az 5. század második felében a mai Elbasan helyén állt Scampis püspökeinek temetkezési helye volt, de a 6. század után elveszítette szakrális jelentőségét. Az Albánia területéről ismert egyik legkorábbi ókeresztény bazilika 5. századi, geometrikus mintázatú mozaikpadlóval. A szabadon látogatható romterület a mai Elbasan városközpontjától negyedórás sétával közelíthető meg.

## Története
A mai Elbasan helyén a római korban a Genusus (ma Shkumbin) folyó völgyében felépült hadi és kereskedelmi út, a Via Egnatia egyik állomáshelye állt Scampis néven. Az i. sz. 2. századra vicusszá fejlődött településen a rómaiak 320 körül egy egész légió befogadására alkalmas castrumot építettek. Az 5. században Scampis már a dyrrhachiumi metropóliához tartozó püspöki székhely volt, de a 4. század végén a castrumtól nyugatra felépült tepei bazilika azt tanúsítja, hogy a településen már az előző évszázadban jelentős keresztény közösség élt. A régészeti feltárások alapján három ókeresztény templom ismert a modern Elbasan területéről: a legkorábbi építésű tepei bazilika mellett a déli városkapunál található, 5. századi bezistani bazilika, valamint a mai várnegyed területén egy kisebb, 6. századi templom.
Az eredetileg is háromhajós, narthexen keresztül megközelíthető, de puritán templomot az 5. században átalakították. Ekkor készült el a belső tér mozaikpadlója és a faragott kőikonosztáz, valamint exonarthexet és sírkápolnát is toldottak az épülethez. Az új épületrészekben fontos egyházi méltóságok sírhelyeit alakították ki az 5. század második felében. Vélhetően Scampis püspökeit temették a bazilikába, a sírkápolna egyik sírköve mindenesetre megőrizte egy bizonyos Stephanus püspök nevét. A püspöki sírhely, és az, hogy az 5. században püspöki trónust is kialakítottak a bazilikában, arra utal, hogy ez a bazilika lehetett a scampisi püspökség első székesegyháza. Amikor azonban Hormiszdasz pápa követei 519-ben vizitációt tettek Scampisban, Trojus püspök a források szerint a „Szent Péternek szentelt székesegyházban” fogadta a legátusokat. A történeti munkák szerint ez a castrum déli kapujánál lévő bezistani bazilikával azonosítható, azaz a tepei bazilika bár a 6. században is megőrizte vallási jelentőségét, már bizonyosan nem volt Scampis főtemploma.
Az ezt követő évszázadokból sem az írott források, sem a régészeti ásatások nem szolgálnak további információval a bazilika életéről, a középkor korai évszázadaiban pedig maga Scampis városa is elnéptelenedett.

## Leírása
A tepei bazilika romjai Elbasan nyugati részén, a várnegyedtől légvonalban mintegy 600 méterre, a Zaranika-patak jobb partján emelkedő Tepe-dombon (albán Kodra e Tepes), új építésű lakóházak gyűrűjében találhatóak. Az állagmegóvást az épületmaradványok fölé emelt tetőzet biztosítja, a mozaikpadlót esetenként homokréteggel fedik el. A korabeli Via Egnatián nyugat felől érkezők feltehetőleg a dombtetőre érve pillanthatták meg Scampis castrumát, ahonnan a korabeli város falakon kívüli temetőjén és a nyugati városkapun át vezetett az út Scampisba.
Az épület belső terét oszlopsorokkal főhajóra és két, rendkívül keskeny mellékhajóra osztották, a keleti tájolású szentélyzáródás apszidális kialakítású volt. A bazilikahajóba az épülettengelyre merőlegesen elhelyezett narthexen (előcsarnokon) keresztül lehetett belépni. A 4. század végi épület puritán kialakítása, téglafala és dísztelensége a közeli castrum katonai építészetével mutatott hasonlóságokat. Az 5. században nagymértékben átalakították a bazilikát. Ennek során egy exonarthexet toldottak a korábbi narthexhez, a mellékhajók oszlopsorait befalazták, a bazilika északkeleti oldalához pedig egy sírkápolnát építettek, a falakba kettős osztatú ablakokat vágtak. A bazilikahajó belső terét szintén számottevően átalakították. Egyrészt a főhajót egy keresztény szimbólumokkal díszített, faragott kőikonosztázzal választották el a szentélytől és az ott kialakított püspöki trónustól is, amelybe egy lépcsősor vezetett fel. Másrészt a bazilika padlózatát márványlapokkal négy mezőre osztották, amelyeket mozaikokkal fedtek le. A töredékesen fennmaradt mozaikpadló geometrikus motívumai hasonlóságot mutatnak a lini és a tushemishti bazilikákéval. Az exonarthexben két egyházi elöljáró, a sírkápolnában pedig Stephanus püspök téglából és kőlapokból boltozatosan kiképzett sírjait helyezték el, de a mellékhajókban is további sírokat tártak fel.